# Денищук Олександр
Олександр Денищук (псевдо: «Матвій», «Матрос», «Сава», «Свирид»; нар. 1918, с. Бабин, нині Бабинська сільська громада, Рівненський район, Рівненська область — пом. 27 жовтня 1944 року, ?) — український військовик, Лицар Золотого Хреста Заслуги УПА.

## Життєпис
Комендант запілля Рівненського надрайону ОУН (2.11.1943-02.1944), командант запілля ВО «Богун» УПА-Північ (02.1944-?).

## Нагороди
- Згідно з Постановою УГВР від 8.10.1945 р. і Наказом Головного військового штабу УПА ч. 4/45 від 11.10.1945 р. командант запілля ВО «Богун» УПА-Північ Олександр Денищук – «Матрос»-«Свирид» нагороджений Золотим Хрестом Заслуги УПА.